# Goodbye, Casanova
Pour plus de détails, voir Fiche technique et Distribution.
Goodbye, Casanova (Goodbye, Casanova) est un film américain réalisé par Mauro Borrelli, sorti en 2000.

## Synopsis
Robert (Paul Ganus) romancier en herbe possède une petite librairie de quartier. Claudia, (Ellen Bradley) sa femme, peintre de talent commence à entretenir une relation tendue avec celui-ci. Rapidement leur mariage connaît des turbulences et ils sont sur le point de divorcer.
Aussi en parallèle, le légendaire Casanova (Gian-Carlo Scandiuzzi) et sa maitresse Lavinia (Yasmine Bleeth) sont piégés dans un livre pour enfants du XVIIe siècle. Ils finissent par être délivrés du livre, l'élément déclencheur de leur délivrance est en lien avec la tragédie sentimentale de Claudia et Robert.

## Fiche technique
- Réalisation : Mauro Borrelli
- Scénario : Mauro Borrelli
- Pays de production :  États-Unis
- Langue originale : anglais
- Genre : drame
- Durée : 85 minutes
- Dates de sortie :
  - États-Unis : 1er janvier 2000[1]

## Distribution
- Yasmine Bleeth: Lavinia
- Carmen Filpi: Festus
- Pamela Gidley: Hilly
- Flea: Silent
- Gian-Carlo Scandiuzzi: Giacomo Casanova
- Ellen Bradley: Claudia
- Paul Ganus: Robert
- Mario Opinato: Chanteur italien (voix)

## Réception
Le film a remporté le prix du public aux Los Angeles Italian Film Awards dans la catégorie meilleure réalisateur Mauro Borrelli en 2000.
Le film a également remporté le prix du meilleur long métrage dans la catégorie meilleure scénographie et le prix de la meilleure direction artistique pour le réalisateur Mauro Borelli au New York International Indépendant Film & Video festival au cours du printemps 2001.